# Mártély
Mártély là một thị trấn thuộc hạt Csongrád, Hungary. Thị trấn này có diện tích 36,45 km², dân số năm 2010 là 1352 người, mật độ 37 người/km².